# Brabos
Brabos település Spanyolországban, Ávila tartományban. Brabos Gallegos de Altamiros, Chamartín, Grandes y San Martín, Sigeres, Santo Tomé de Zabarcos és Villaflor községekkel határos. Lakosainak száma 35 fő (2024).

## Népesség
A település népessége az utóbbi években az alábbiak szerint változott:
| Lakosok száma | 70   | 70   | 62   | 60   | 58   | 49   | 49   | 46   | 42   | 35   |
|               | 2001 | 2004 | 2006 | 2009 | 2011 | 2014 | 2016 | 2019 | 2021 | 2024 |